# Burg Sachsenstein
Die Burg Sachsenstein, auch Sachsenburg oder Sachsaburg genannt, liegt in der Nähe der Kleinstadt Bad Sachsa im Landkreis Göttingen in Niedersachsen am Südrand des Harzvorlandes. Im örtlichen Denkmalverzeichnis ist die Burg unter der Erfassungsnummer 34138127 als Baudenkmal verzeichnet.

## Lage
Die Bahnstrecke Northeim–Nordhausen führt mitten durch einen Teil der Wallanlage und der Karstwanderweg führt an der ehemaligen Burg vorbei. Westlich unterhalb der Ruine fließt die Uffe entlang.

## Beschreibung

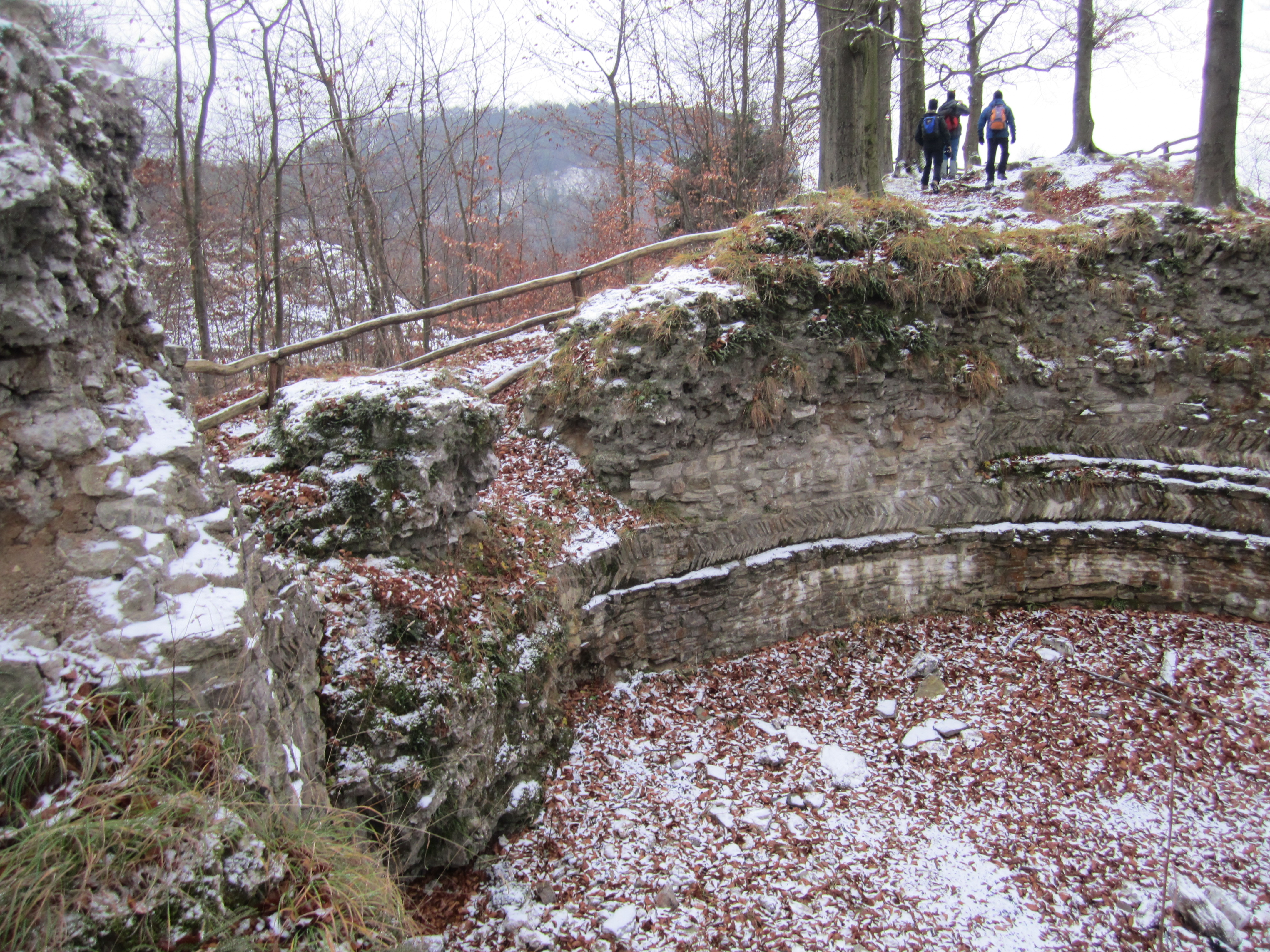
Mauerreste des Bergfrieds

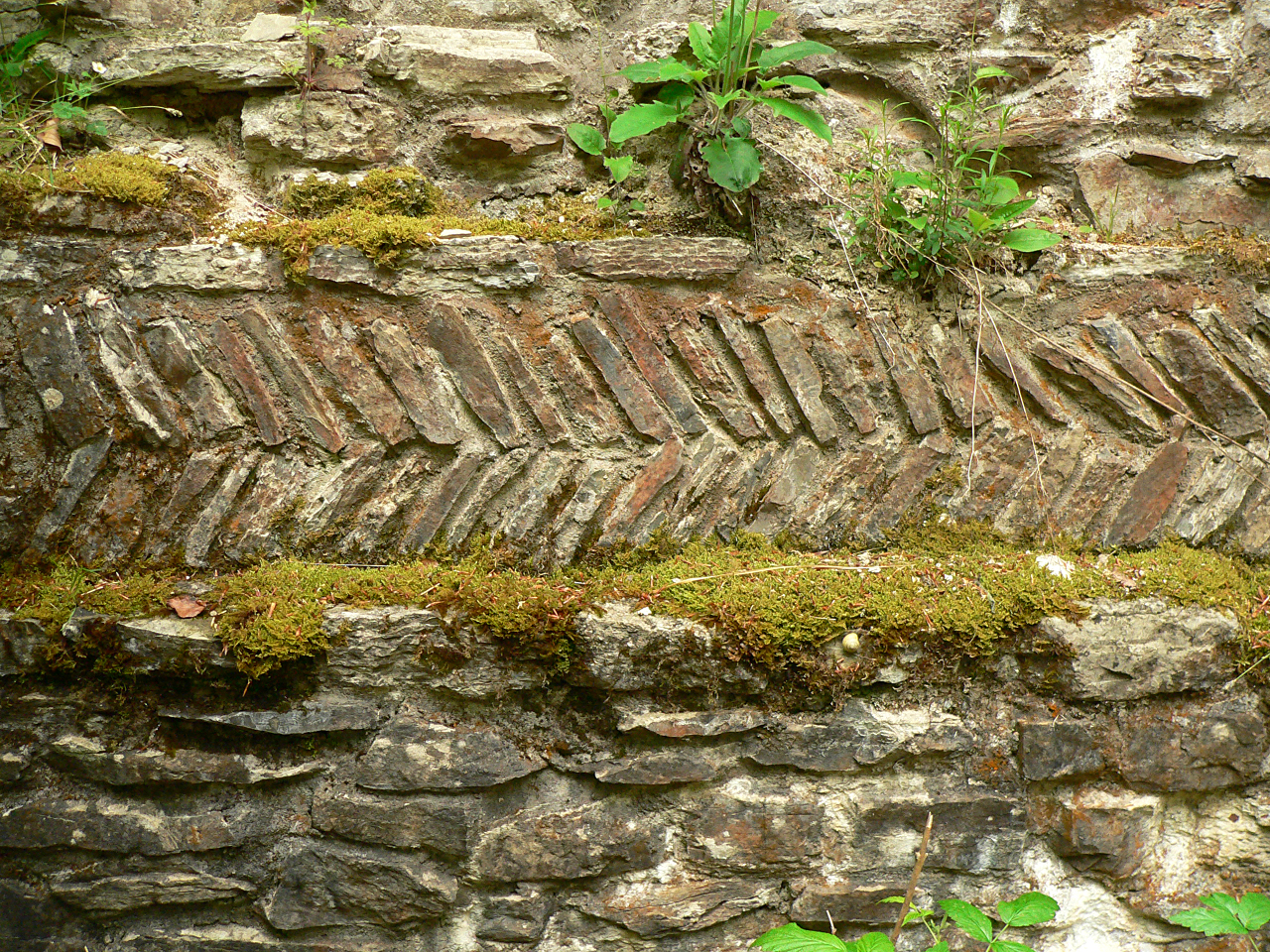
Opus-spicatum-Mauerwerk im Bergfried

Die Sachsenburg ist eine Abschnittsbefestigung auf einem nordwestlichen Ausläufer des Sachsensteins. Die Nord- und Südwestseite des Sporns werden durch steile Felswände geschützt.
Das Kernwerk an der Spornspitze von 0,54 ha Größe wird durch eine bis zu 3 m starke Mauer von 55 m Länge gesichert. Die Verbindung zum westlichen Steilhang stellt ein 25 m langer Wall aus Steinbrocken von ca. 2,50 m Höhe her. Die Burg ist vor allem für ihre ungewöhnliche Toranlage bekannt. Diese besteht aus zwei sechseckigen Türmen mit einem Durchmesser von max. 12 m bei einer Mauerstärke von 1,80 m, die ein quadratisches Torhaus von 9,25 m Seitenlänge flankieren. Die Anlage ist dabei nicht achsensymmetrisch angelegt, sondern die einzelnen Elemente sind gegeneinander verschoben. Diese Anordnung der Bauteile ist im 11. Jahrhundert ohne Parallelen. In einem Abstand von 11 m folgt im Süden ein runder Turm von ca. 13 m Durchmesser bei einer Mauerstärke von ca. 1,90 m. Bei der Ausgrabung dokumentierte Brandspuren zeugen wohl von einer Zerstörung der Burg. Die am Sachsenstein angewendete Mauertechnik mit einer Schale aus Schichtmauerwerk, der feste Kern zum Teil in Fischgrätentechnik mit Abschnittsfugen, findet sich in den Burgen der Salier ab Mitte des 11. Jahrhunderts.
Das Gelände der Vorburg ist durch eine 1869 erbaute Bahnlinie stark gestört. Südlich der Strecke verlaufen zwei 2–3 m hohe Wälle mit Außengräben im Abstand von 30–40 m. Der äußere Wall findet seine Fortsetzung nördlich der Bahnstrecke in einem Wallstück, das zunächst Richtung Nordwesten verläuft, etwa in der Mitte nach Norden umknickt und am Steilhang endet. Im Knick befindet sich eine Walllücke, die in Verlängerung der Toranlage des Kernwerks liegt.
Das Opus spicatum des Mauerwerks wurde originalgetreu restauriert. Man geht davon aus, dass die Burg Sachsenstein nicht vollendet wurde. Eine überwachsene Abschnittsbefestigung wurde in den Jahren 1891 bis 1893 freigelegt.

## Geschichte
Die Zeitstellung der beiden Vorwälle ist bislang ungeklärt, sie können auch vorgeschichtlich oder frühmittelalterlich sein.
Auf den Wehrburgen im sächsischen Gebiet saßen landfremde Ministerialen, die von den sächsischen und thüringischen Anwohnern Abgaben eintrieben. Das führte zum Aufstand der Sachsen gegen Heinrich IV., an dessen Spitze sich Otto von Northeim stellte. Der spätere salische Kaiser Heinrich IV. ließ die Reichsburg zur Sicherung seiner Herrschaft im Harz errichten. Sie gehört zu jenen acht Burgen, die durch Lampert von Hersfeld bereits für das Jahr 1073 bezeugt sind.
Im Frieden von Gerstungen musste sich der König im Jahre 1074 zur Schleifung der Burgen verpflichten. Nach der Plünderung der Harzburg durch die sächsische Landbevölkerung brach der Konflikt erneut aus und führte am 9. Juni 1075 zur Schlacht bei Homburg an der Unstrut, die Heinrich für sich entscheiden konnte. Im Oktober kapitulierten die Sachsen bei Spier endgültig und bedingungslos.
Zur Erneuerung der Burgen kam es im Harz jedoch nicht, so dass es sich bei der Burg Sachsenstein um eine Ruine handelt. Aufgrund ihrer monumentalen Planung handelte es sich bei der Sachsenburg um eine Reichsburg oder war als eine solche geplant. Ein vermutlicher Wirtschaftshof der Burg war der seit 1085 belegte Ort Walkenried. Der Burgplatz gehörte zur Gründungsausstattung des Klosters Walkenried von 1127, die Burg wird damals ausdrücklich als zerstört bezeichnet.
Der Höhenzug mit der Ruine gehörte nach dem Westfälischen Frieden zum Fürstentum Braunschweig-Wolfenbüttel.

## Sonstiges
Der Sachsenstein ist gemäß dem Niedersächsischen Denkmalschutzgesetz in das Verzeichnis der Kulturdenkmale eingegangen und liegt seit 1949 innerhalb des Naturschutzgebiets „Priorteich/Sachsenstein“.
Südlich der Bahnstrecke Northeim–Nordhausen lag die einzige Gips-Schauhöhle in Niedersachsen, die in den 1950er Jahren durch einen Steinbruch zerstörte Sachsensteinhöhle.